# Science-Fiction-Jahr 1831
Übersicht

◄◄ | ◄ | 1827 | 1828 | 1829 | 1830 | Science-Fiction-Jahr 1831 | 1832 | 1833 | 1834 | 1835 | ► | ►►

Weitere Ereignisse

## Geboren
- Gerhard Amyntor (Pseudonym von Dagobert von Gerhardt; † 1910)
- Paolo Mantegazza († 1910)
- Johann Martin Schleyer († 1912)
- Richard Sermage von Szomszédvár und Medvedgrád (Pseudonym Probus; † 1903)